# Болнска река
Болнската река (произнасяно в местния диалект Боунска или Болска река, на македонска литературна норма: Болнска Река, Илинска Река) е река в Северна Македония, извираща от Илинската планина и вливаща се в Преспанското езеро.

## Път
Реката извира от Илинската планина северозападно под връх Щърни камен (1508 m) под името Марица или Малина река. Първоначално тече на североизток, след което под рида Долга краста завива на югоизток, приема десния си приток Ясики и минава през село Илино, където носи името Илинска река. След това минава и през Болно, което дава другото ѝ име. Излиза в Преспанската равнина западно от град Ресен, минава през Царев двор и се разлива в равнината южно от Езерани. Понякога като основна река в Преспа е смятана Източката река, идваща от планината Изток.
Водосборният ѝ басейн е 42,43 km2.

## Водосборен басейн
→ ляв приток, ← десен приток
- ← Ясики
- ← Манастирка

- → Лутно речище

- ← Тушковец
- → Избищки дол

- ← Свинска яма

- → Герге дол
- ← Източка река

- ← Евлска река